# Цаюны
Цаюны (белор. Цаюны) — деревня в Воложинском сельсовете Воложинского района Минской области Белоруссии.

## Географическое положение
Расположена в 86 км от Минска. Автомагистраль Гродно — Минск разделяет деревню на две части. Поблизости находится Налибокская пуща.
Около деревни протекает река Ислочь. На расстоянии 6 км от Цаюнов, справа впадает река
Воложинка.

## История
Основана в 1920-е. До ноября 1939 года на территории Польши. Ранее деревня входила в Белокорецкий сельский Совет. Решением Минского облисполкома от 25.06.1976 года он был упразднен и Цаюны переданы в состав Воложинского сельского Совета.